# دولت علیه دییر
دولت علیه دییر (۱۹۹۶) یک پرونده حقوقی کیفری در انگلیس است که به قتل و علیت می‌پردازد. دادگاه، با اندکی گسترش مبنای پرونده R v Holland، حکم داد که اگر یک قربانی جراحت‌های خود را به اندازه ای تشدید کند که باعث مرگ خود شود، حتی اگر بدون آن رفتار مرگ تحقق نمی‌یافته، باز هم سلسله علل شکسته نشده‌است.